# Almuth von Below-Neufeldt

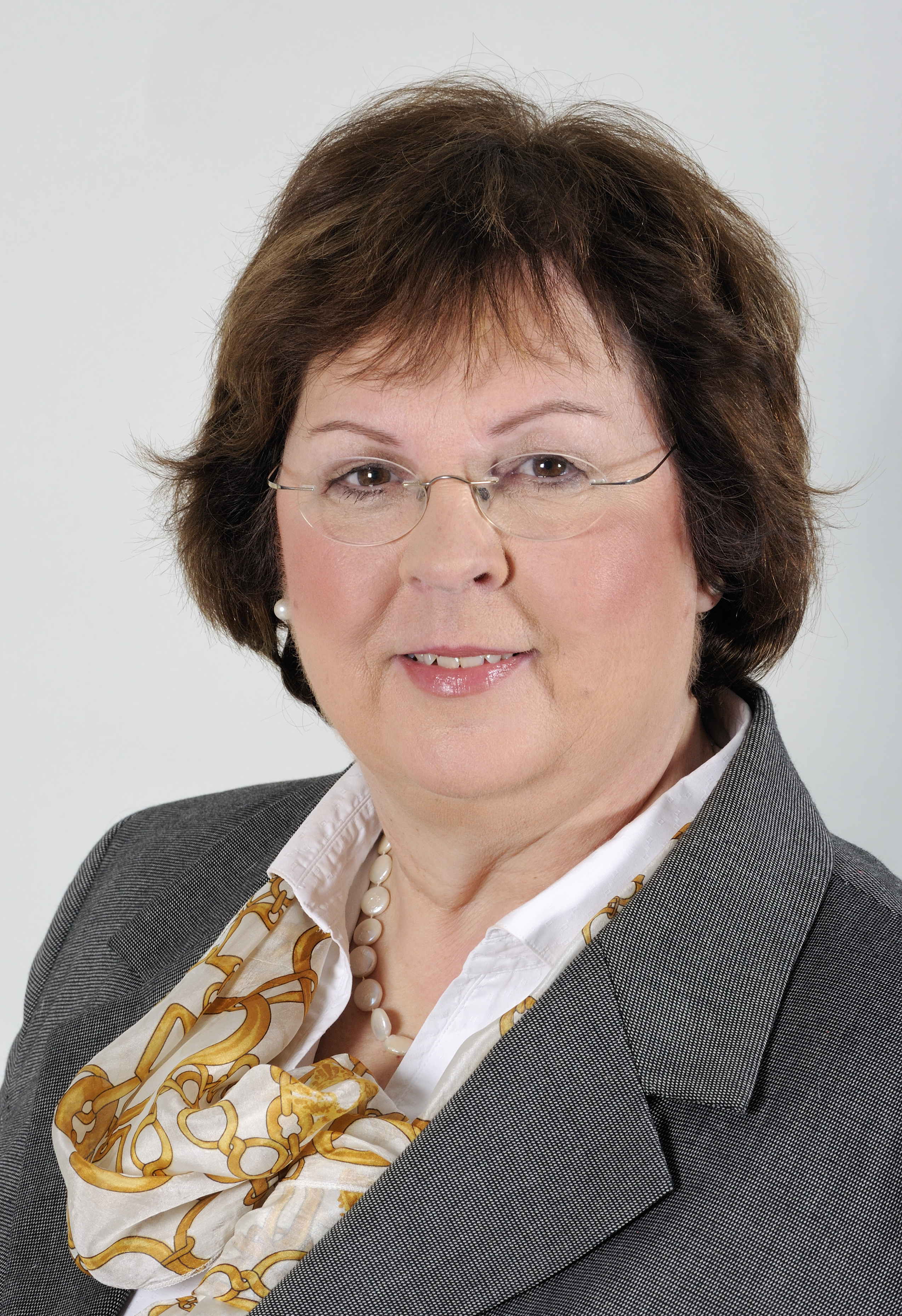
Almuth von Below-Neufeldt, 2013

Almuth von Below-Neufeldt (* 15. Juni 1954 in Hamburg) ist eine deutsche Politikerin (CDU, zuvor FDP) und ehemalige Abgeordnete des Niedersächsischen Landtages.

## Ausbildung und Beruf
Below-Neufeldt studierte Bekleidungsingenieurswesen (FH) und schloss ihr Studium 1978 mit ihrer Diplomarbeit „Einflussfaktoren auf die Leistungsfähigkeit einer Industrienäherin“ ab. Danach arbeitete sie bis 1981 als Betriebsassistentin mit dem Schwerpunkt Arbeitsvorbereitung und Arbeitsorganisation in der Bekleidungsindustrie. Ab 1981 arbeitete sie im niedersächsischen Gewerbeaufsichtsamt Braunschweig, von wo aus sie 1987 zunächst zum Amt für Arbeitsschutz Hamburg und im gleichen Jahr weiter in die Umweltbehörde Hamburg wechselte.
Im Jahr 1991 wechselte sie zur Bezirksregierung Braunschweig und durchlief ein Aufstiegsverfahren über fünf Dienststellen in Lüneburg und Hannover. Im Jahr 1998 wurde sie für ein Jahr an das Niedersächsische Umweltministerium abgeordnet. Von 2002 bis 2009 war sie Behördenleiterin im Staatlichen Gewerbeaufsichtsamt Göttingen.
Almuth von Below-Neufeldt ist verheiratet.

## Politik
Almuth von Below-Neufeldt war ab 2005 Mitglied der FDP. Sie kandidierte bei den Landtagswahlen 2008 und 2013 für die FDP Niedersachsen im Wahlkreis Braunschweig-Nord sowie auf der Landesliste. Zunächst gelang ihr der Einzug in den Landtag nicht; am 18. Juni 2009 rückte sie jedoch für die ins Europäische Parlament gewechselte Gesine Meißner in den Landtag nach. 2013 zog sie gleich zu Beginn der Wahlperiode in den Landtag ein. Sie war dort wissenschafts-, forschungs- und kulturpolitische Sprecherin der FDP-Landtagsfraktion. Bei der Landtagswahl 2017 kandidierte sie nicht mehr und schied somit aus dem Landtag aus.
Im Oktober 2022 trat Below-Neufeldt aus der FDP aus, da sie mit deren Politik nicht mehr einverstanden war. Im Januar 2025 trat sie in die CDU ein.